# Selim I Girej
Selim Girej (ur. 1631 zm. 1704) – chan krymski w latach 1671–1677/1678, 1684–1691, 1692–1699 i 1702–1704.
Był wybitnym dowódcą wojskowym i doskonałym politykiem. W czasie wojny Turcji z Ligą Świętą jego działania dywersyjne w Mołdawii i na terenie Rzeczypospolitej skutecznie obroniły Imperium Osmańskie przed całkowitą klęską. W 1688 skutecznie odparł atak 150 tysięcznej armii rosyjskiej na Krym, zadając jej klęskę w bitwie pod Perekopem.
Selim Girej został pochowany na Cmentarzu Chanów w Bachczysaraju. Jego grób nie zachował się.